# Rivière de Capotille
 (février 2017).
La rivière de Capotille, surnommé également rivière Bernard, est un cours d'eau qui coule à Haïti dans le département du Nord-Est, et un affluent du fleuve côtier la rivière du Massacre

## Géographie
Cette rivière prend sa source sur le versant haïtien de la Cordillère Centrale.
Elle rejoint la rivière Gens de Nantes à deux kilomètres environ de leur confluence avec la rivière du Massacre.
La rivière de Capotille longe la frontière avec la République dominicaine dans le territoire communal de Capotille.